# Uzwil
Uzwil (do 1964 Henau) − miasto i gmina w Szwajcarii, w kantonie St. Gallen, w okręgu Wil. 

## Demografia
W Uzwil mieszkają 13 493 osoby. W 2021 roku 28,5% populacji gminy stanowiły osoby urodzone poza Szwajcarią.  

## Transport
Przez teren miasta przebiegają autostrada A1 oraz drogi główne nr 7 i nr 444.